# Serie de Bell
En matemática, una serie de Bell es una serie de potencias formal utilizada para estudiar la propiedades de funciones aritméticas. Las series de Bell fueron introducidas y desarrolladas por Eric Temple Bell.
Dada una función aritmética {\displaystyle f} y un número primo {\displaystyle p}, se define la serie de potencias formal {\displaystyle f_{p}(x)}, llamada serie de Bell de {\displaystyle f} módulo {\displaystyle p} como:
{\displaystyle f_{p}(x)=\sum _{n=0}^{\infty }f(p^{n})x^{n}.}
Se puede demostrar que dos funciones multiplicativas son idénticas si todas sus series de Bell son iguales; esto a veces se llama teorema de unicidad. Dadas las funciones mutiplicativas {\displaystyle f} y {\displaystyle g}, se tiene que {\displaystyle f=g} si y sólo si:
{\displaystyle f_{p}(x)=g_{p}(x)} para todos los primos {\displaystyle p}.
Dos series pueden ser multiplicadas (a veces llamado como teorema de multiplicación): Para dos funciones aritméticas cualesquiera {\displaystyle f} y {\displaystyle g}, sea {\displaystyle h=f*g} su convolución de Dirichlet. Entonces, para cada primo {\displaystyle p}, se tiene que: 
{\displaystyle h_{p}(x)=f_{p}(x)g_{p}(x).\,}
En particular, esto convierte en trivial el encontrar la serie de Bell de una inversa de Dirichlet.
Si {\displaystyle f} es completamente multiplicativa, entonces: 
{\displaystyle f_{p}(x)={\frac {1}{1-f(p)x}}.}

## Ejemplos
A continuación se muestran las series de Bell de funciones aritmética muy conocidas.
- La función de Möbius {\displaystyle \mu } tiene {\displaystyle \mu _{p}(x)=1-x.}
- Función φ de Euler {\displaystyle \varphi } tiene {\displaystyle \varphi _{p}(x)={\frac {1-x}{1-px}}.}
- La identidad multiplicativa de la convolución de Dirichlet {\displaystyle \delta } tiene {\displaystyle \delta _{p}(x)=1.}
- La función de Liouville {\displaystyle \lambda } tiene {\displaystyle \lambda _{p}(x)={\frac {1}{1+x}}.}
- La función potencia Idk tiene {\displaystyle ({\textrm {Id}}_{k})_{p}(x)={\frac {1}{1-p^{k}x}}.} Aquí, Idk es la función completamente multiplicativa {\displaystyle \operatorname {Id} _{k}(n)=n^{k}}.
- La función divisor {\displaystyle \sigma _{k}} tiene {\displaystyle (\sigma _{k})_{p}(x)={\frac {1}{1-(1+p^{k})x+p^{k}x^{2}}}.}